# سندتاون (آلاباما)
سندتاون (به انگلیسی: Sandtown) یک منطقهٔ مسکونی در ایالات متحده آمریکا است که در شهرستان تاسکالوسا، آلاباما واقع شده‌است. سندتاون ۲۰۲٫۰۸ متر بالاتر از سطح دریا واقع شده‌است.